# Musée des Blindés de Bovington
Pour les articles homonymes, voir Musée des blindés.

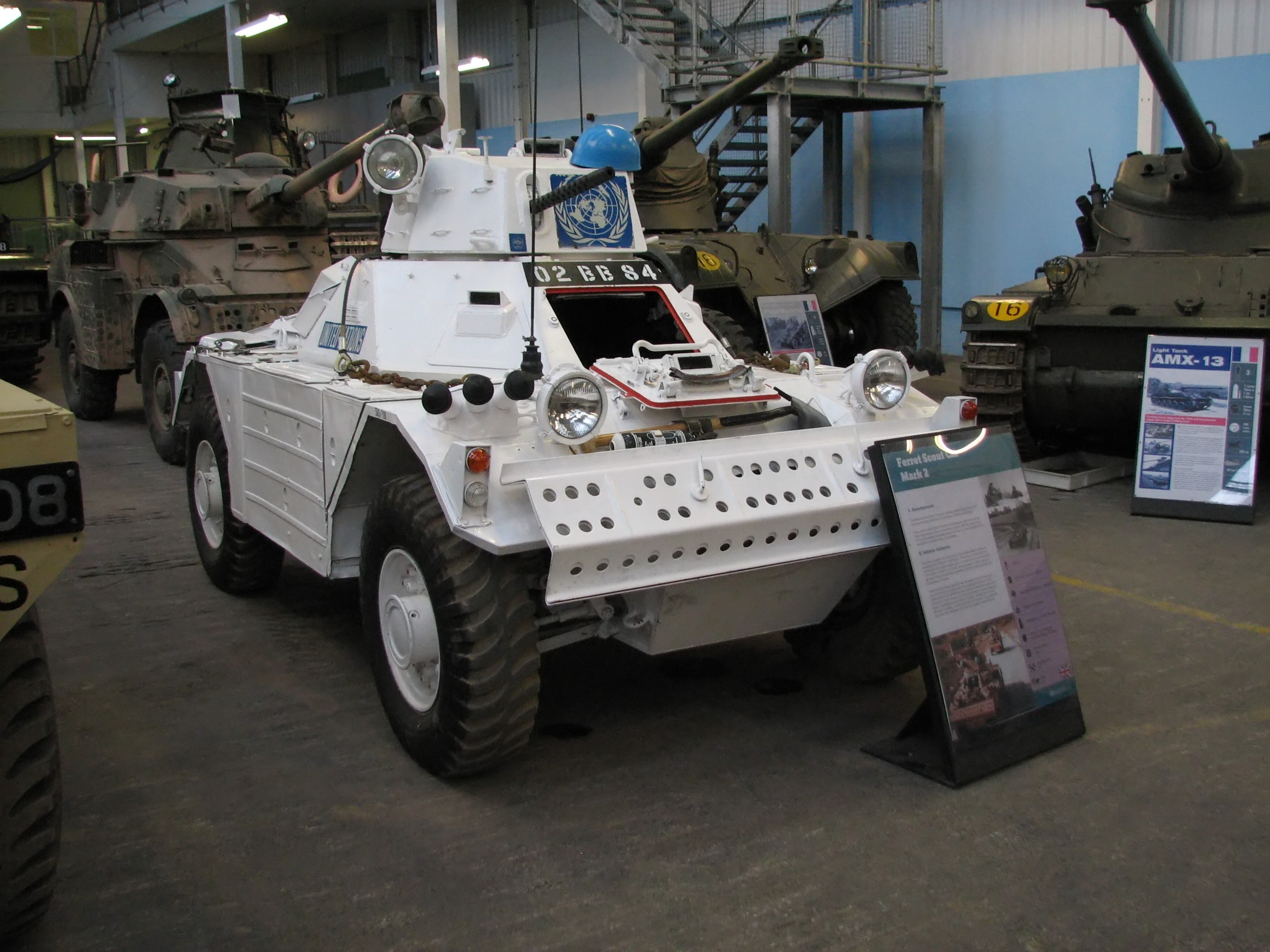
Un Daimler Ferret aux couleurs des Nations unies.

Le musée des Blindés de Bovington (en anglais The Tank Museum, anciennement The Bovington Tank Museum) est un musée militaire britannique situé dans le camp militaire de Bovington (en), comté du Dorset (sud-ouest de l'Angleterre), à environ 2 km au nord du village de Wool, et à 20 km à l'ouest du port de Poole.
Créé en 1947, le musée présente une des plus importantes collections de véhicules blindés d'Europe, avec presque trois cents véhicules de vingt-six pays. Celle-ci comprend notamment le seul char allemand Tigre I en état de marche et un char britannique Mark I de la Première Guerre mondiale qui est le plus vieux char d'assaut conservé de nos jours.
Le camp assure l'entraînement à la conduite des véhicules à chenilles pour l'armée britannique, ainsi que leur maintenance et leur réparation dans ses ateliers.
Le musée est accessible par autobus depuis la gare de Wool, dont il est distant d'un peu moins de 2,5 km.

## Historique

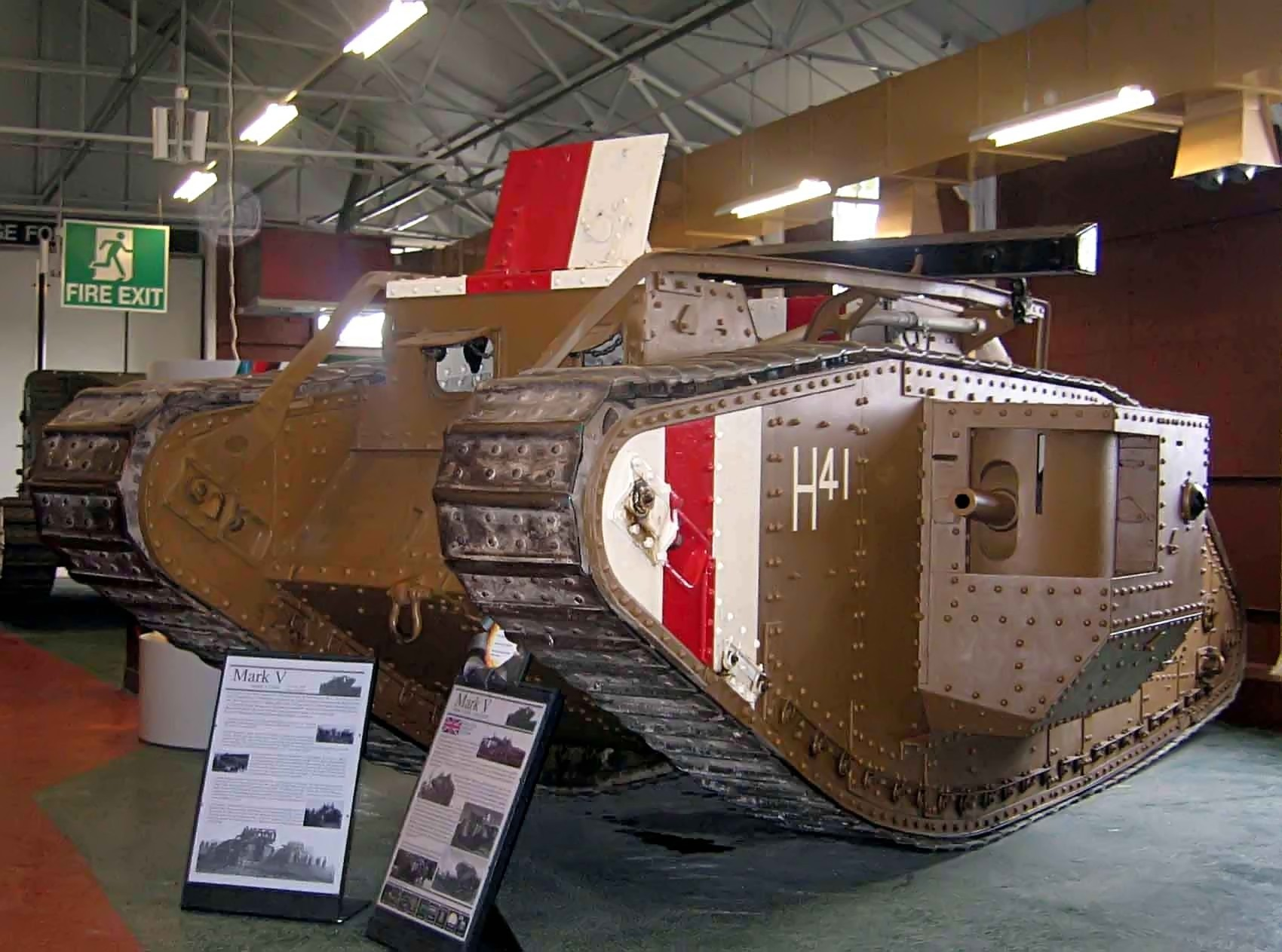
Char Mark V. Il participa à la Bataille d'Amiens en août 1918.

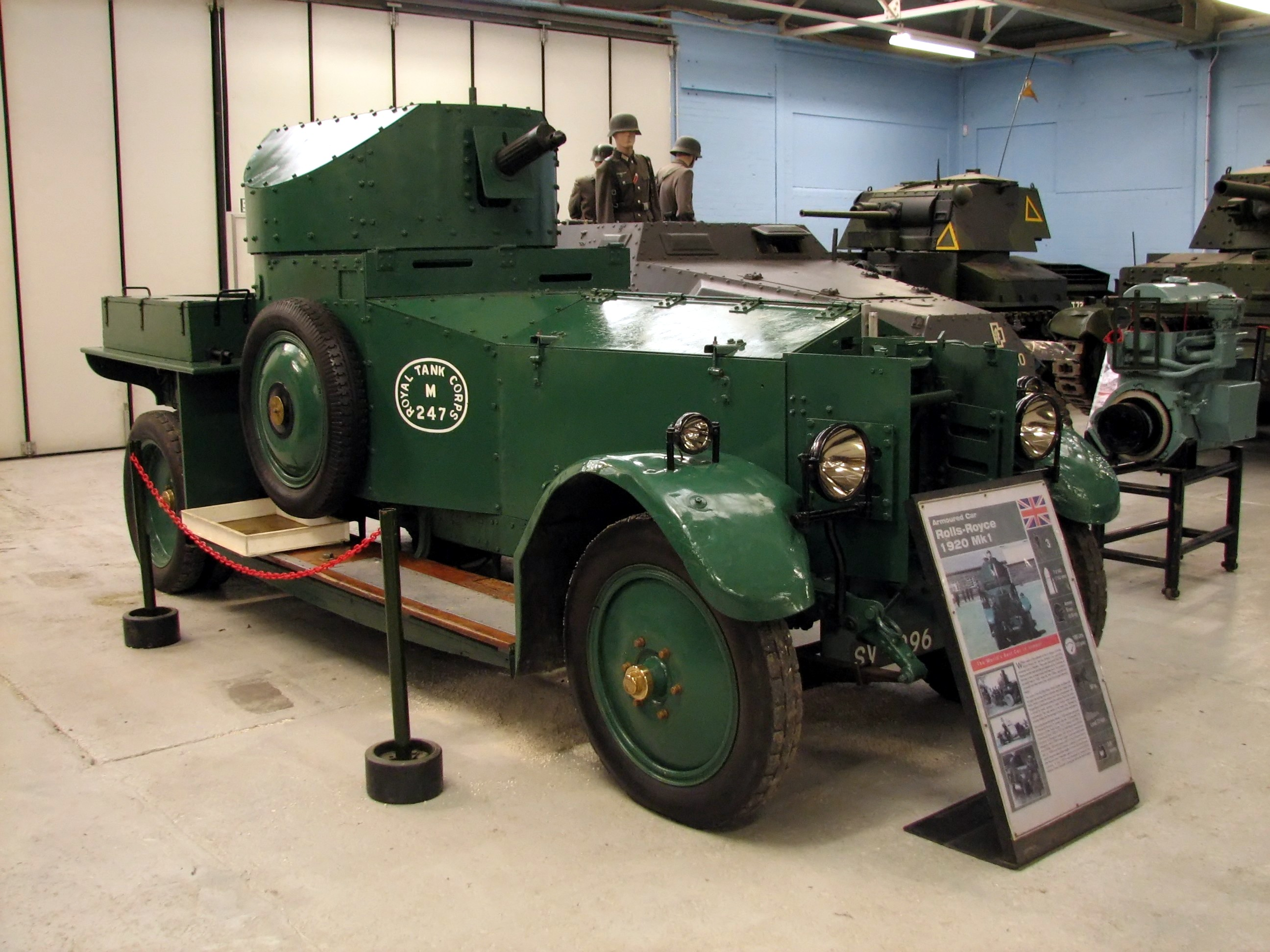
Voiture blindée Rolls Royce Mk 1 de 1920

En 1916, le War Office établit le camp de Bovington pour entraîner les équipages de chars d'assaut, qui venaient juste d'être introduits sur le front de la Première Guerre mondiale dans l'espoir de mettre fin à la stagnation de la guerre des tranchées. En 1919, les chars furent naturellement ramenés à Bovington, la plupart bons à être mis à la casse. Quelques-uns des moins endommagés furent cependant conservés à cause de leur intérêt historique pour les ingénieurs et les équipages.
En 1923, l'écrivain Rudyard Kipling visita Bovington et recommanda qu'on y établisse un musée. La collection augmenta énormément après la Seconde Guerre mondiale, par ajout de nombreux chars des Alliés et de l'Axe. Elle fut ouverte au grand public en 1947. Depuis, le musée a continué à s'enrichir ; il est maintenant franchement orienté vers le grand public. Beaucoup de modèles sont en parfait état de marche et des démonstrations ont lieu à différentes occasions durant les mois d'été.

## Halls d'exposition
L'exposition est actuellement composée de cinq sections : le hall de la Première Guerre mondiale, celui de l'Entre-deux guerres, celui de la Seconde Guerre mondiale, le hall  Tamiya et celui de British Steel. En 2008, un programme d'expansion de 5 000 m2 et de modernisation des espaces est en cours.

### Hall de la Première Guerre mondiale
Il présente le développement complet des chars britanniques, depuis Little Willie jusqu'au Mark VIII « Liberty », plus un exemple de Mark V, un des rares chars de cette époque encore en état de marche. Il abrite aussi une exposition sur la vie de Thomas Edward Lawrence (Lawrence d'Arabie), qui vivait non loin de là à Clouds Hill cottage et fut soldat à Bovington sous le pseudonyme de « Shaw » entre 1923 et 1925.
Quelques modèles exposés : Chars Mark I, Mark II, Mark IV, Mark V, Mark VIII & Mark IX, Char Renault FT.

### Hall de l'entre-deux-guerres
Il illustre les rapides progrès fait durant cette période en matière de chars de combat.
Quelques modèles exposés : Vickers A1E1 Independent, voitures blindées Peerless, Rolls-Royce et Lanchester 6x4, chenillette Carden-Loyd, char léger MK IIA, Cruiser Mk I.

### Hall de la Seconde Guerre mondiale

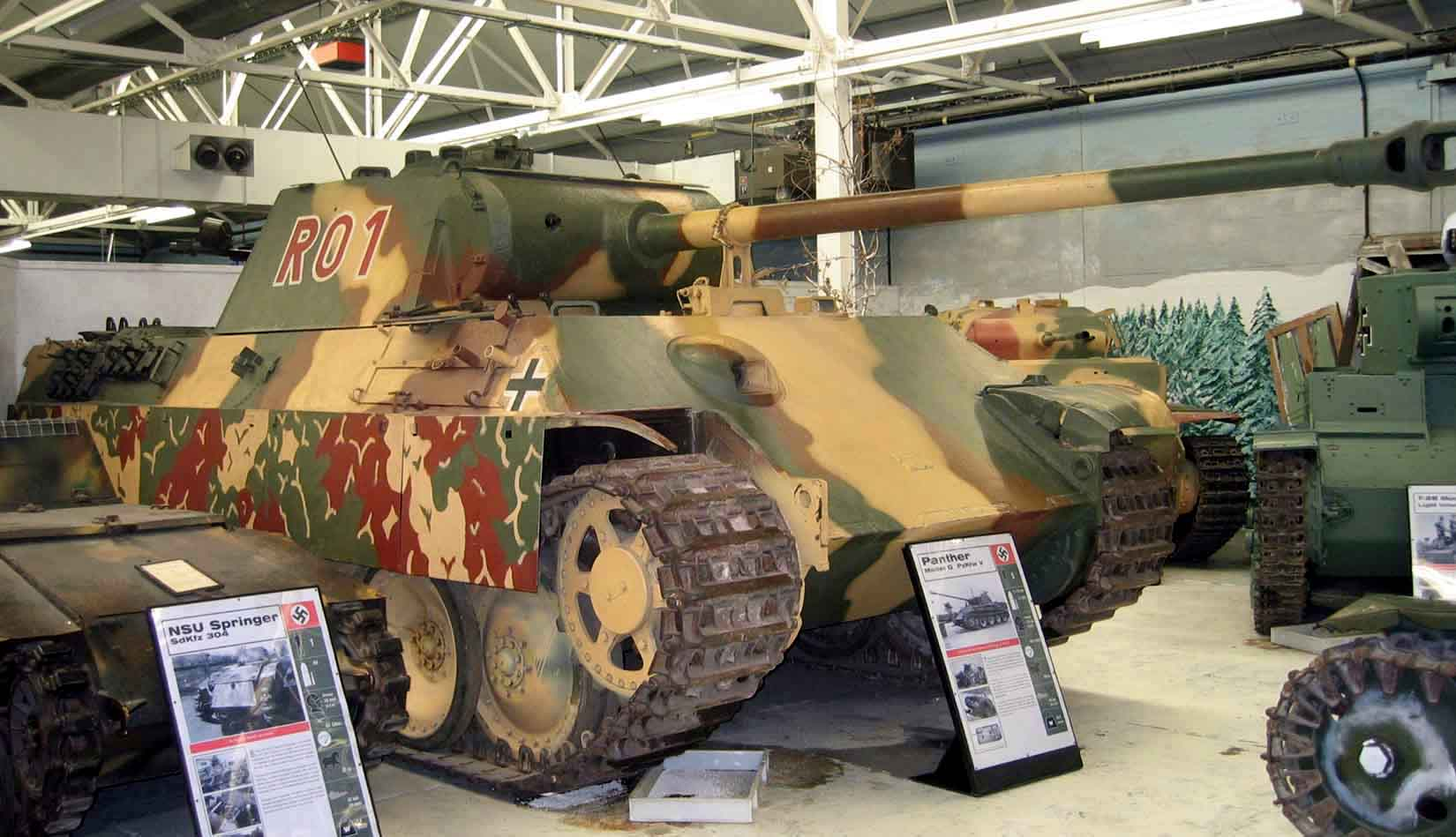
Un char allemand Panther dans le hall de la Seconde Guerre mondiale

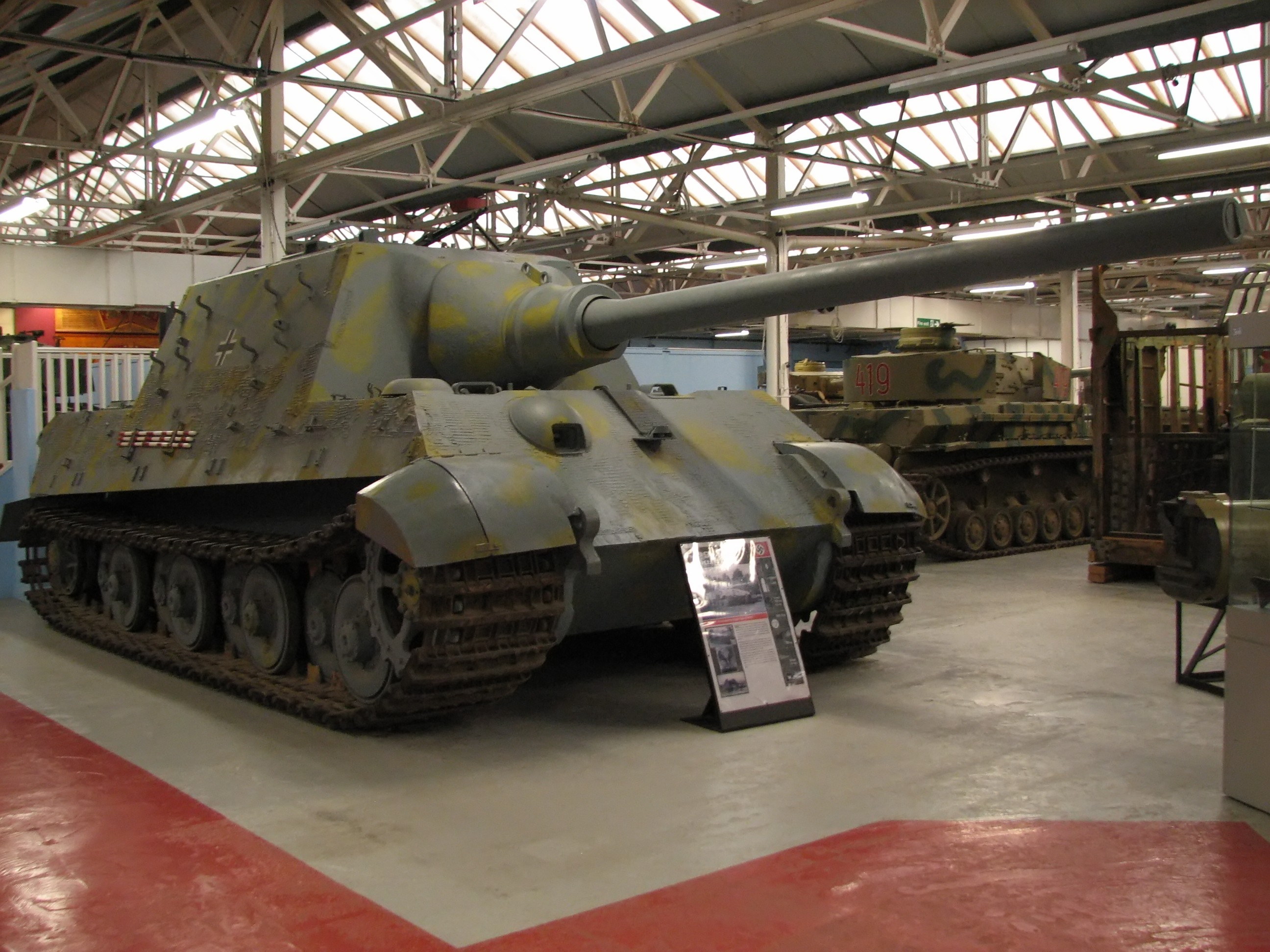
Chasseur de chars Jagdtiger

C'est la section la plus importante, avec des chars appartenant à la plupart des pays impliqués dans le conflit. Elle comporte notamment un char allemand Tigre I portant le numéro de tourelle 131. Il tomba aux mains des Britanniques en Tunisie en 1943 et fut intégralement remis en état par les ateliers de Bovington. C'est le seul Tigre I capable de rouler avec son moteur d'origine. La section possède aussi le dernier char amphibie DD (un des Hobart's Funnies ayant pris part au débarquement de Normandie) avec sa jupe de navigation et encore en état de marche.
Quelques modèles exposés : Panzer I, Panzer II, Panzer III, Panzer IV, Panther, Tigre I, Tigre II, Jagdpanzer 38(t), Jagdpanther, Jagdtiger, SdKfz 251, Char B1, Somua S35, Fiat M13/40, Cruiser Mk III, Comet I, Matilda Mk I, Matilda II, Churchill VII, TOG2, A33 Excelsior, A38 Valiant, char lourd T-14, Ram Cruiser Mk II, M24 Chaffee, M3 Grant, M4 Sherman, Sherman Firefly, M10 Tank Destroyer, M48 Patton, M26 Pershing, SU-76, T-26, T-34, KV-1, SU-100 voiture blindée T17 Staghound, planeur GAL 49 Hamilcar, véhicule amphibie DUKW.

### Hall Tamiya
Cette section est sponsorisée par le fabricant japonais de modèles réduits Tamiya. Elle présente des chars de combat de l'après-guerre comme le Centurion britannique, le M60 américain et le T-72 soviétique.

### Hall British Steel

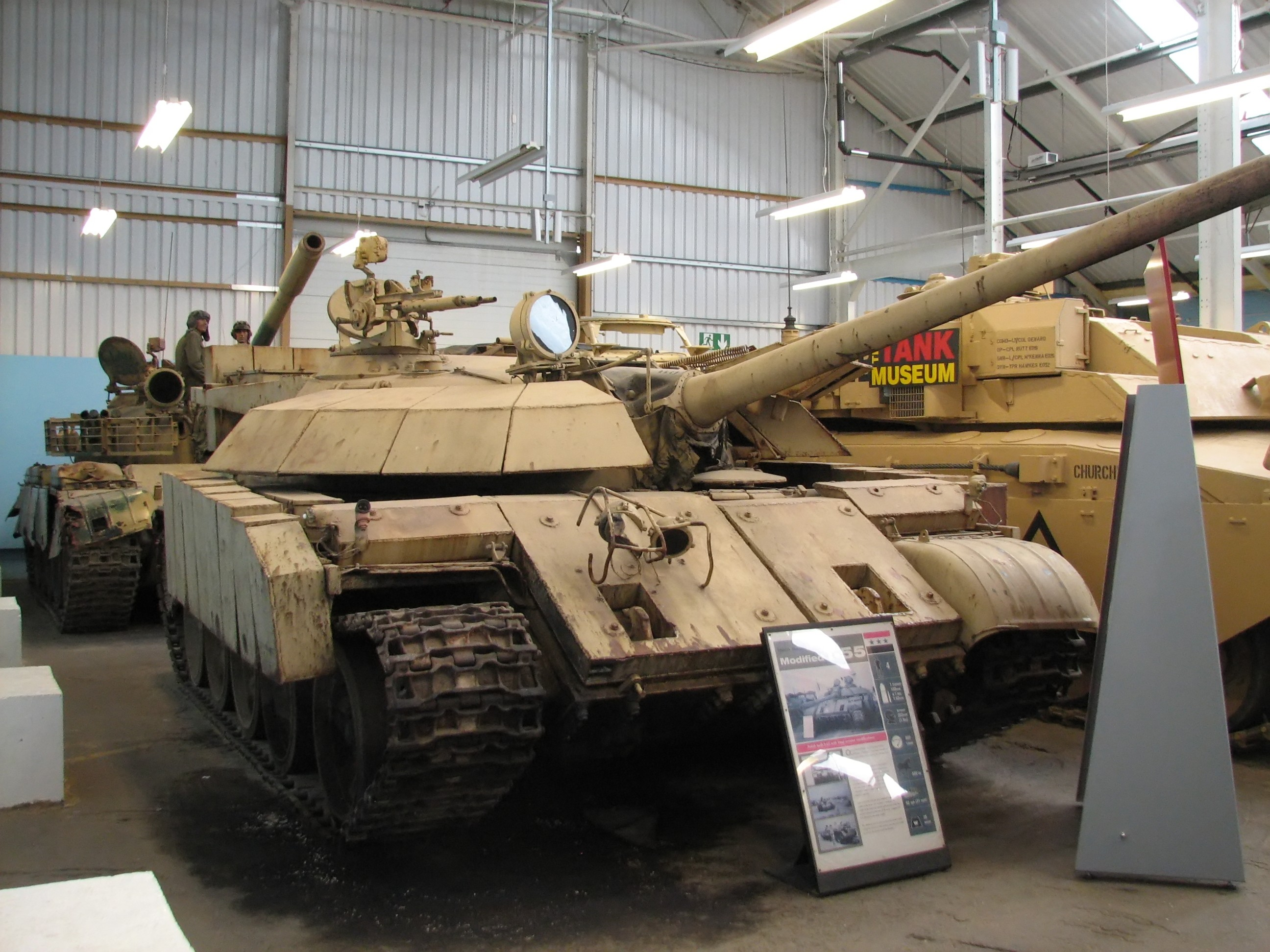
T-55 irakien

British Steel est une compagnie sidérurgique britannique disparue en 1999. Cette section met en lumière le blindage Chobham, notamment utilisé par les chars de la coalition de la guerre du Golfe (1990-1991), et rend hommage à la longue carrière (1945-1991) du char Centurion, un des meilleurs chars britanniques jamais produits.
En 2008, ces deux dernières sections étaient en cours de réorganisation. Elles présentent habituellement les modèles suivants : Tortoise, Black Prince, Conqueror, Charioteer, Centurion, Chieftain, Challenger 1, Challenger 2, M41 Bulldog, M103, M60 Patton, T-54, T-55 de la guerre froide et irakien, T-62, T-72, BMP-1, AMX-30, Type 69, Infanterikanonvagn 91, Stridsvagn 103, Stridsvagn 104.

## Source de traduction
- (en) Cet article est partiellement ou en totalité issu de l’article de Wikipédia en anglais intitulé « The Tank Museum » (voir la liste des auteurs).